# Нестеровська Галина Андріївна
Галина Андріївна Нестеровська (28 грудня 1912, Кам'янка-Костянтинівка на Катеринославщині — 27 березня 1990) — український художник. Працювала у театрах та в Дирекції художніх виставок України. З 1951 року — художник по костюмах та художник-постановник Київської кіностудії ім. О. П. Довженка. Нагороджена медалями. Була членом Спілки художників України.

## Біографія
Ім'я художниці Галини Андріївни Нестеровської добре відоме численним глядачам і шанувальникам українського радянського театру і кіно. В її творах точність і вишуканість малюнку завжди сполучається з тонкою лірикою, реалістичною проникливістю образів. Графічні і станкові роботи, ескізи для кіно і театру художниці ніби сповнені дзвінкими фарбами природи, серед якої вона провела дитячі роки, коли вперше почала малювати.
Народилась Г. Нестеровська в селі Кам'янка-Костянтинівська на Катеринославщині 28 грудня 1912 року в родині сільського лікаря. Дитяче захоплення малюванням переросло в покликання і після закінчення сільської школи майбутня художниця приїздить до Одеси, де навчається спочатку в технікумі, а потім в художньому інституті у талановитого театрального художника — професора В. Мюллера.
Творчий гарт художниці особливо зміцнився в дальші роки, коли в 1933—1937 році вона під керівництвом видатного театрального художника Б. В. Косарєва опановує в Харківському художньому інституті чарівні закони сцени.
Закінчила Харківський художній інститут (1937).
Перші самостійні роботи Г. Нестеровської пов'язані з Харківським ТЮГом ім. М. Горького. У передвоєнний час вже намітилося прагнення художниці підкорити пензлю досягнення сучасного радянського театру і драматургії, чиї реалістичні принципи ставили перед художником нові і складні завдання. Яскраве втілення це знайшло в оформленні художницею вистави за п'єсою видатного радянського драматурга О. Корнійчука «Загибель ескадри» у Львівському ТЮГу у 1945 році.
Оголошений Київським театром ім. Л. Українки у 1947 році конкурс на оформлення вистави за п'єсою П. Бомарше «Весілля Фігаро» приніс художниці першу премію, визнання і успіх у глядача, якого полонила вдумлива і надзвичайно тонка характеристика персонажів безсмертної комедії. Художниця як повноправний співавтор-постановник режисувала сценографію в єдиному руслі естетичної цілісності вистави. Здатність зробити певний динамічний акцент, переінтонувати живописно сюжетні та жанрові особливості вистави, властиві сценографічному почерку художниці, яскраво проявилась у цій постановці. Декорації «Весілля Фігаро» отримали весняну прозорість, немовби насичених сонячними променями фарб, що лірично контрастують безлічі комічних ситуацій п'єси П. Бомарше. Декорації вистави були наповнені життєствердним емоційним тонусом і пропонували глядачеві не конкретно-історичну реставрацію місця дії — замок графа Альмавіви або типовий інтер'єр палацу XVIII століття,— а його образноузагальнюючу характеристику, де фрагменти і окремі деталі оформлення несли повноваге метафоричне і алегоричне навантаження. В наступні роки на сцені театру ім. Л. Українки з'являються інші роботи, серед яких високої громадської оцінки здобули вистави «Під Золотим орлом» Я. Галана, «Казка про правду» М. Алігер, «Сміх та сльози» С. Михалкова.
Новою сторінкою в творчості художниці стала робота в кіно. Мільйонна аудиторія цього найпопулярнішого виду мистецтва змогла відкрити для себе талант митця в таких фільмах як «У мирні дні» (1950), «Доля Марини» (1953), «Педагогічна поема» (1955) за А. Макаренком, «Над Черемошем» (1955) за М. Стельмахом, «Дівчина з маяка» (1957), «Сашко», «Чарівна ніч» (1958), «Його покоління» (1959), «Люди моєї долини» (1960), «Дума про Британку», «Між добрими людьми» (1962), «Над нами Південний Хрест» (1964), «День ангела» (1968) та ін. Нелегко давалось, але принесло творчий успіх художниці, освоєння складної специфіки кінодекораційного мистецтва, яке в Україні робило перші професійні кроки. Більш великий масштаб, порівнюючи з театром, відповідальність перед вимогливим глядачем іноді примушували художницю робити безліч варіантів ескізів і начерків, щоб знайти одне-єдине вірне вирішення кожного кадру, епізоду.
Не припиняла художниця в ці роки і роботу в театрі. На сцені Львівського оперного театру в 1956 році з'являється цікаве своєрідним прочитанням музики П. Чайковського до опери «Черевички» сценографічне рішення, де інтонаційна сфера музичної вистави безпосередньо впливала своєю соковитою і рельєфною, м'якою і ліричною народно-пісенною мелодикою на колористику, загальний композиційний задум декорацій.
Робота над оперою М. Лисенка «Енеїда», прем'єра якої відбулась у 1959 році, стала не тільки етапною для художників Л. Писаренка і Г. Нестеровської, але й значною в українському театрально-декораційному мистецтві. Ескізи костюмів Г. Нестеровської до «Енеїди» містили в собі сполуку соковитого народного гумору, мали широко розвинену персоніфікацію, індивідуалізацію рис центральних і другорядних образів опери.
Утвердженням реалістичних принципів у роботі на ниві музичного театру є серія декораційних робіт художниці до геніального твору П. Чайковського, однією з вершин його творчості, опери «Пікова дама». В ескізах до опери, виконаних у 1964 році, відчутне прагнення до живописної драматизації, якому сприяє і зібраний, майже монохромний колорит і лаконічний, одночасно поетично-багатомовний малюнок.
Новаторське втілення задуму художниці характерно позначилось на всіх ескізах до «Пікової дами», що пронизані від дії до дії, від картини до картини зосереджено-драматичним звучанням, образотворчим відчуттям характеру трагедійності музики П. Чайковського. Напружені за колоритом, виконані кількома локальними темними масами фарб ескізи декорацій та картин «Кімната графині», «Ігорний дім» відповідні симфонічності розвитку дії, драматургійно малюють холодну і бездушну атмосферу картярського розрахунку і нестримної гонитви за виграшем, де кінець кінцем жертвою стає кохання. Під пензлем художниці саме ці картини до опери отримують значення психологічного центру образотворчого вирішення вистави.
3 останніх робіт Г. Нестеровської визначним вкладом в українське радянське театрально-декораційне мистецтво стало оформлення у 1971 році екранізації твору Лесі Українки «Кам'яний господар». В ескізах костюмів Донни Анни і Дон Жуана, Доньї Соль і Мерседес відбилось притаманне художниці філософське поглиблення в кожний образ, створення цілісності всього художнього задуму в окремих начерках персонажів.
У натюрмортах, пейзажних зарисовках Галини Нестеровської відчутна, винайдена і оспівана гармонія між людиною і природою, яка її оточує. Глядач, який не шукає пишномовних епітетів, вбачає в численних зарисовках різних за географічною ознакою куточків рідної природи нашої Батьківщини освідчення митця в коханні до неї, її лірико-філософське художнє осмислення. Ці роботи доповнюють нашу уяву про художницю відомішу своїми роботами в театрі і кіно. Широкий творчий діапазон митця, мажорність образного ладу її творів, що насичені красою людської душі і праці, є свідченням високого поетичного, реалістичного гарту художниці Галини Нестеровської.